# KLU - Kuehne Logistics University
La KLU (Kühne Logistics University) è un'università accreditata a livello statale con sede ad Amburgo, in Germania. Si occupa di formare manager dotati di una forte mentalità operativa e di un bagaglio di competenze costruite sulle aree di eccellenza dell'università: trasformazione digitale, sostenibilità e imprenditorialità. La KLU è sostenuta dalla Kühne Foundation e promuove in particolare la gestione della logistica e della catena di approvvigionamento attraverso le sue attività di ricerca e insegnamento.

## Storia

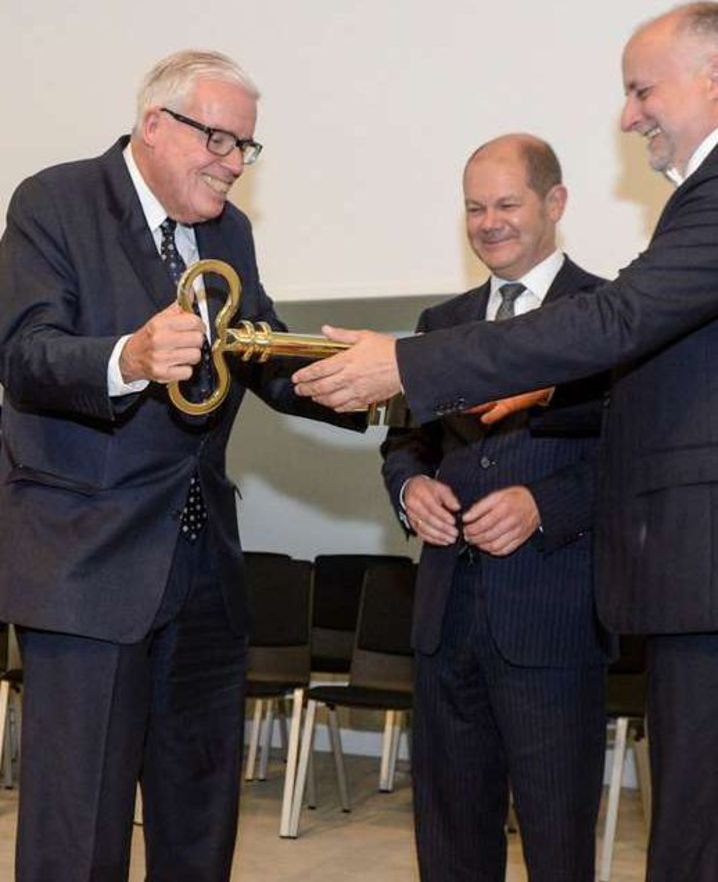
Klaus-Michael Kühne - Olaf Scholz

La KLU è stata fondata nel 2010 da Klaus-Michael Kühne e dalla sua fondazione, la Kühne Foundation, con sede a Schindellegi, in Svizzera. Nel 2011, insieme all'INSEAD, l'università ha inaugurato il proprio centro di logistica umanitaria, e nel 2013, è stato inaugurato il campus universitario nel quartiere HafenCity di Amburgo dal suo ex sindaco nonché attuale cancelliere della Germania, Olaf Scholz. Nel 2021, la KLU è stata classificata come migliore università del mondo da Studyportals e ha in programma l'apertura di diversi campus in Asia, America Latina e Africa.

## Classificazioni
Tutti i corsi della KLU sono accreditati dalla Foundation for International Business Administration Accreditation (FIBAA). Basandosi esclusivamente sulle valutazioni degli studenti, la KLU ha ricevuto il Global Student Satisfaction Award da Studyportals nel 2021.

## Università partner
- Università di Stellenbosch
- Università Erasmus di Rotterdam
- Università nazionale di Singapore
- Katholieke Universiteit Leuven
- Università Tongji
- Università di Montevideo
- Università di Economia e Commercio di Vienna (WU Wien)
- Università di tecnologia Chalmers

## Programmi
- BSc Business Administration
- MSc Global Logistics and Supply Chain Management
- MSc International Management
- MSc Sustainability Management and Operations
- MBA Leadership and Supply Chain Management
- Dottorato

## Presidenti
- Wolfgang Peiner (2010-2012)[4]
- Thomas Strothotte (2013-2022)[5]
- Andreas Kaplan (since 2023)[6]